# إيلينا بامبولوفا
إيلينا بامبولوفا (بالبلغارية: Елена Пампулова)‏ مواليد 17 مايو 1972 في صوفيا، هي لاعبة كرة مضرب بلغارية سابقة بدأت مسيرتها كمحترفة سنة 1988، اعتزلت اللعب في 2001. أعلى تصنيف لها في الفردي كان 62. أعلى تصنيف لها في الزوجي كان 38. سبق أن شاركت في دورة الألعاب الأولمبية الصيفية.

## النهائيات

### الفردي: 2 (1–1)
| الحصيلة | الرقم | التاريخ        | الدورة              | الأرضية | المنافس في النهائي | النتيجة في النهائي |
| ------- | ----- | -------------- | ------------------- | ------- | ------------------ | ------------------ |
| الفوز   | 1.    | 13 نوفمبر 1994 | سورابايا، إندونيسيا | صلبة    | أي سوجياما         | 2–6, 6–0, Ret.     |
| الوصافة | 1.    | 2 أغسطس 1998   | سوبوت، بولندا       | ترابية  | هنرييتا ناجيوفا    | 3–6, 7–5, 1–6      |

## الخط الزمني للفردي
مفتاح
| ف | ن | ن.ن | ر.ن | د# | د.م | ل | أ.أ | ت | غ | ب | ف | ذ | م.خ | ل.ت |

(ف) فاز بالبطولة (ن) وصل النهائي (ن.ن) نصف النهائي (ر.ن) ربع النهائي (د#) الأدوار الأربعة الأولى (د.م) دور المجموعات (ل) شارك في كأس ديفيز (أ.أ) خرج من الأدوار الاولى (ت) خسر التصفيات التأهيلية (غ) غاب عن الحدث أو البطولة (ب) حصل على ميدالية برونزية (ف) حصل على ميدالية فضية (ذ) حصل على ميدالية ذهبية (م.خ) بطولة الماسترز خُفضت إلى مرتبة أقل (ل.ت) البطولة لم تعقد في السنة المعينة.
لتجنب الارتباك وازدواجية الحساب، يتم تحديث هذه المعلومات إما في نهاية البطولة، أو عندما تكون مشاركة اللاعب في البطولة قد انتهت.
| الدورة            | 1988  | 1989  | 1990  | 1991  | 1992  | 1993  | 1994  | 1995  | 1996  | 1997  | 1998  | 1999  | 2000  | 2001  | إجمالي ف/م | إجمالي ف/خ |
| ----------------- | ----- | ----- | ----- | ----- | ----- | ----- | ----- | ----- | ----- | ----- | ----- | ----- | ----- | ----- | ---------- | ---------- |
| أستراليا المفتوحة | غ     | غ     | د2    | غ     | غ     | غ     | غ     | د1    | غ     | د1    | د2    | د2    | غ     | غ     | 0 / 5      | 3–5        |
| فرنسا المفتوحة    | غ     | غ     | د2    | د1    | غ     | ت1    | ت1    | د1    | د1    | د1    | د2    | د2    | ت3    | غ     | 0 / 7      | 3–7        |
| ويمبلدون          | غ     | غ     | غ     | د2    | غ     | غ     | غ     | د1    | د1    | غ     | د1    | د3    | غ     | غ     | 0 / 5      | 3–5        |
| أمريكا المفتوحة   | غ     | غ     | د1    | غ     | غ     | غ     | غ     | د1    | د2    | د3    | د1    | د1    | غ     | غ     | 0 / 6      | 3–6        |
| م.ف               | 0 / 0 | 0 / 0 | 0 / 3 | 0 / 2 | 0 / 0 | 0 / 0 | 0 / 0 | 0 / 4 | 0 / 3 | 0 / 3 | 0 / 4 | 0 / 4 | 0 / 0 | 0 / 0 | 0 / 23     | 12–23      |

- إجمالي ف / م = إجمالي الفوز والمشاركة
- إجمالي ف/خ = إجمالي الفوز والخسارة

## روابط خارجية
- إيلينا بامبولوفا على موقع رابطة محترفات التنس (الإنجليزية)
- إيلينا بامبولوفا على موقع الاتحاد الدولي لكرة المضرب (الإنجليزية)
- إيلينا بامبولوفا على موقع كأس بيلي جين كينغ (الإنجليزية)
- إيلينا بامبولوفا على موقع بطولة ويمبلدون (الإنجليزية)
- إيلينا بامبولوفا على موقع خلاصة التنس.كوم (الإنجليزية)
- إيلينا بامبولوفا على موقع اللجنة الأولمبية الدولية (الإنجليزية)
- إيلينا بامبولوفا على موقع أوليمبيديا (الإنجليزية)